# Бессан (Тарн і Гаронна)
Бесса́н (фр. Bessens) — муніципалітет у Франції, у регіоні Окситанія, департамент Тарн і Гаронна. Населення — 1478 осіб (01.01.2021).
Муніципалітет розташований на відстані близько 560 км на південь від Парижа, 35 км на північний захід від Тулузи, 18 км на південний захід від Монтобана.

## Історія
До 2015 року муніципалітет перебував у складі регіону Південь-Піренеї. Від 1 січня 2016 року належить до нового об'єднаного регіону Окситанія.

## Демографія
Динаміка населення (INSEE ):
Розподіл населення за віком та статтю (2006):
| Стать | Всього | До 15 років | 15-24 | 25-44 | 45-64 | 65-85 | Понад 85 |
| --- | ------ | ----------- | ----- | ----- | ----- | ----- | -------- |
| Чоловіки | 529    | 129         | 56    | 193   | 91    | 56    | 4        |
| Жінки | 496    | 116         | 48    | 181   | 74    | 77    | 0        |
| \| Статево-вікова піраміда \| Статево-вікова піраміда \| Статево-вікова піраміда \| \| ----------------------- \| ----------------------- \| ----------------------- \| \| Чоловіки \| Вік \| Жінки \| \| 4 \| 85 + \| 0 \| \| 13 \| 80-84 \| 26 \| \| 4 \| 75-79 \| 17 \| \| 17 \| 70-74 \| 17 \| \| 22 \| 65-69 \| 17 \| \| 4 \| 60-64 \| 13 \| \| 26 \| 55-59 \| 35 \| \| 26 \| 50-54 \| 13 \| \| 35 \| 45-49 \| 13 \| \| 47 \| 40-44 \| 39 \| \| 47 \| 35-39 \| 43 \| \| 69 \| 30-34 \| 56 \| \| 30 \| 25-29 \| 43 \| \| 17 \| 20-24 \| 35 \| \| 39 \| 15-20 \| 13 \| \| 43 \| 10-14 \| 26 \| \| 30 \| 5-9 \| 43 \| \| 56 \| 0-4 \| 47 \| |        |             |       |       |       |       |          |
| Статево-вікова піраміда |        |             |       |       |       |       |          |
| Чоловіки | Вік    | Жінки       |       |       |       |       |          |
| 4 | 85 +   | 0           |       |       |       |       |          |
| 13 | 80-84  | 26          |       |       |       |       |          |
| 4 | 75-79  | 17          |       |       |       |       |          |
| 17 | 70-74  | 17          |       |       |       |       |          |
| 22 | 65-69  | 17          |       |       |       |       |          |
| 4 | 60-64  | 13          |       |       |       |       |          |
| 26 | 55-59  | 35          |       |       |       |       |          |
| 26 | 50-54  | 13          |       |       |       |       |          |
| 35 | 45-49  | 13          |       |       |       |       |          |
| 47 | 40-44  | 39          |       |       |       |       |          |
| 47 | 35-39  | 43          |       |       |       |       |          |
| 69 | 30-34  | 56          |       |       |       |       |          |
| 30 | 25-29  | 43          |       |       |       |       |          |
| 17 | 20-24  | 35          |       |       |       |       |          |
| 39 | 15-20  | 13          |       |       |       |       |          |
| 43 | 10-14  | 26          |       |       |       |       |          |
| 30 | 5-9    | 43          |       |       |       |       |          |
| 56 | 0-4    | 47          |       |       |       |       |          |

## Економіка
2010 року серед 851 особи працездатного віку (15—64 років) 697 були активними, 154 — неактивними (показник активності 81,9%, у 1999 році було 70,9%). З 697 активних мешканців працювало 627 осіб (346 чоловіків та 281 жінка), безробітними було 70 (31 чоловік та 39 жінок). Серед 154 неактивних 48 осіб було учнями чи студентами, 46 — пенсіонерами, 60 були неактивними з інших причин.

У 2010 році в муніципалітеті числилось 463 оподатковані домогосподарства, у яких проживали 1386,0 особи, медіана доходів виносила 19 472 євро на одного особоспоживача

## пам'ятники

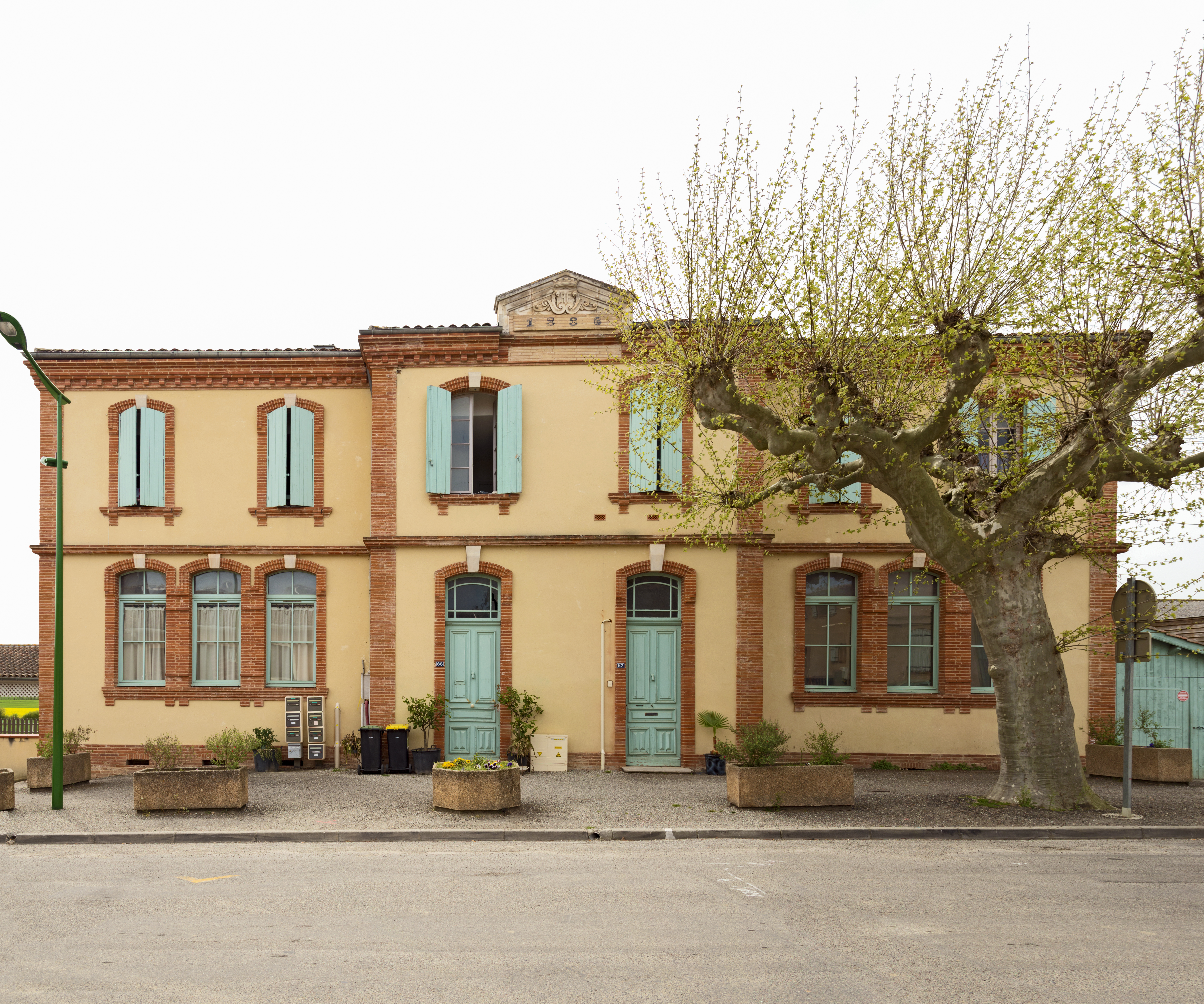
Ратуша.
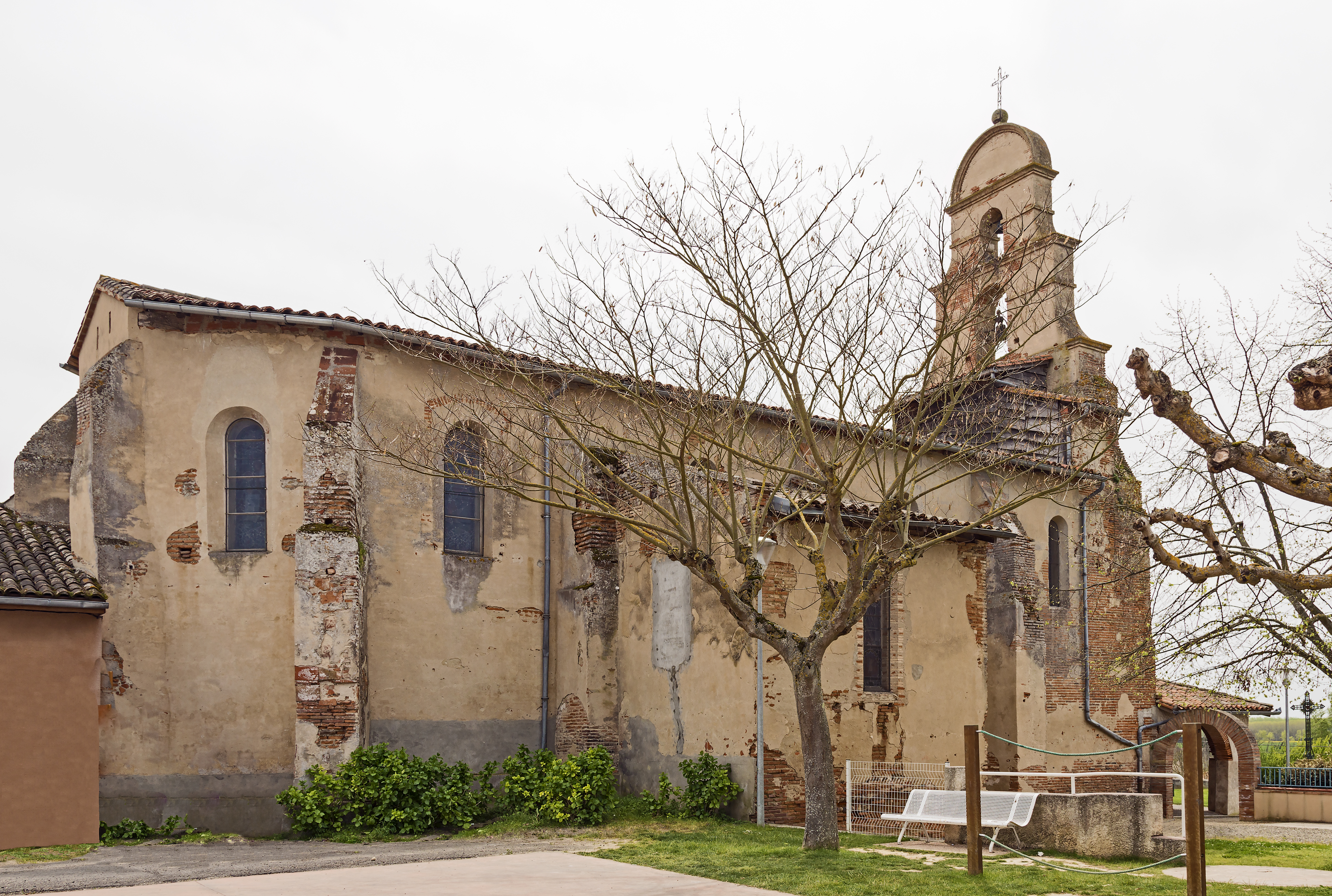
Церква.
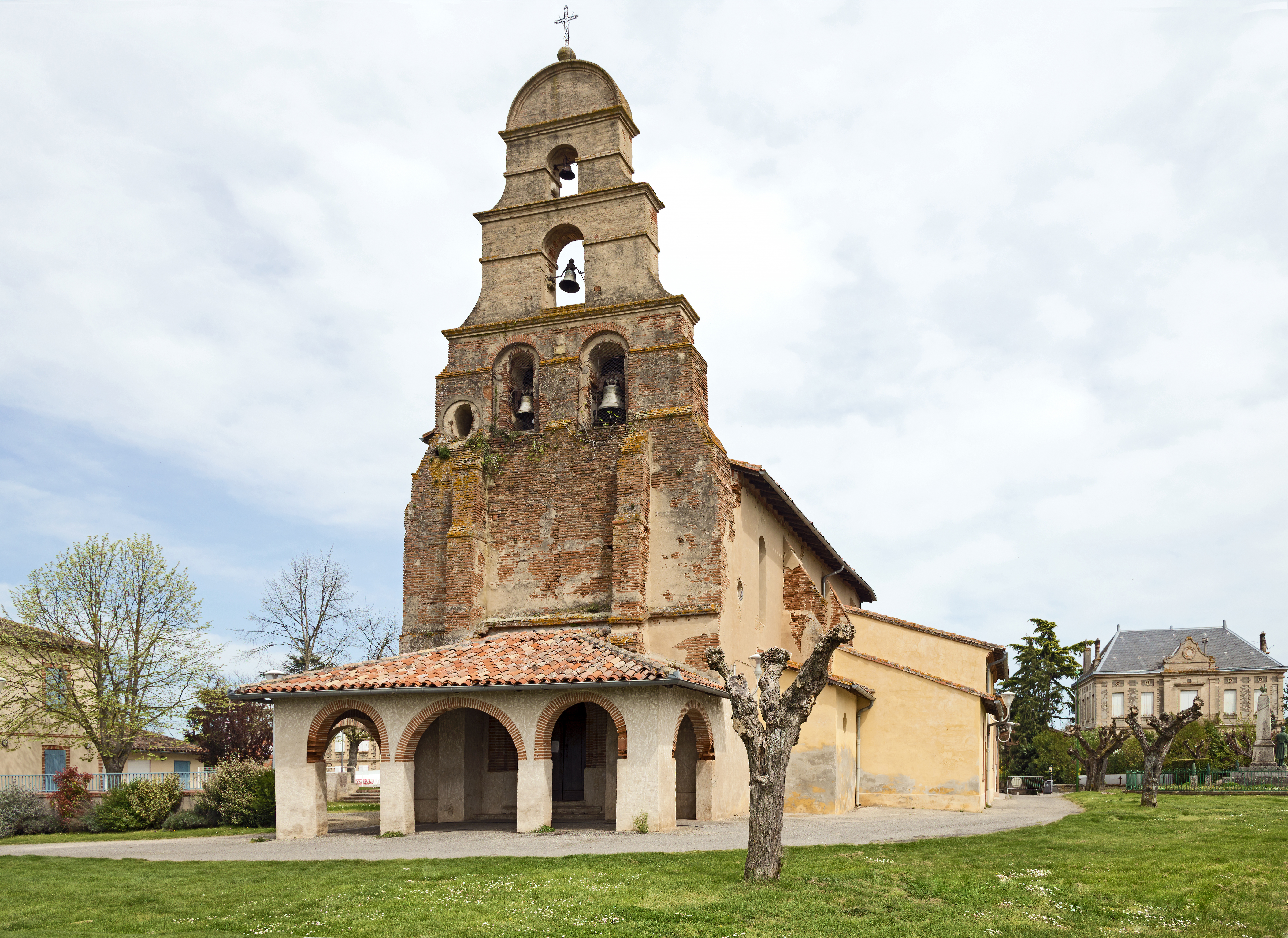
Дзвіниця.
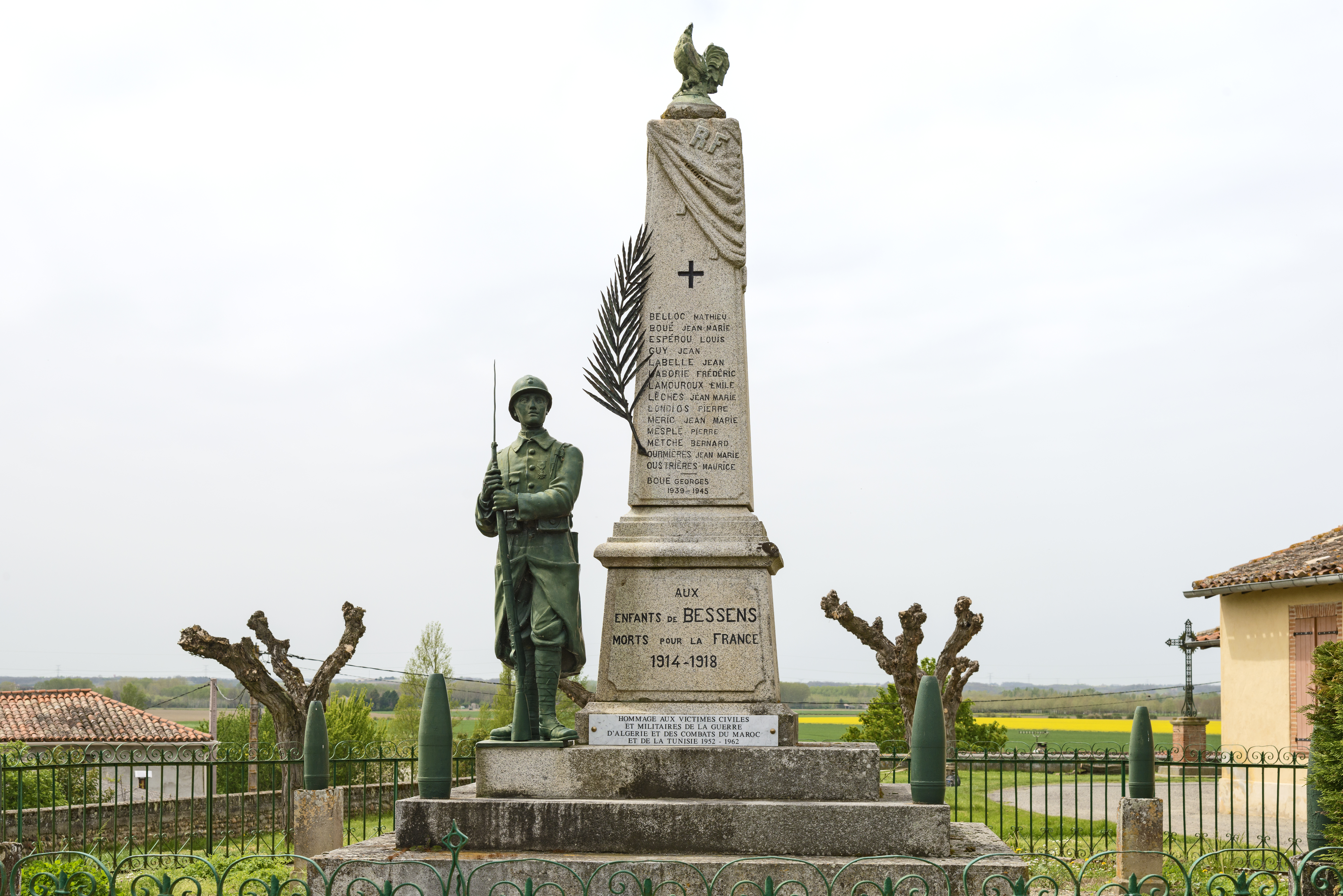
Військовий меморіал.